# Abez
Abez (oroszul: Абезь, komi nyelven Абес) település Oroszországban, Komiföldön. Közigazgatásilag „Inta” városi körzethez tartozik. Lakossága: 478 fő (a 2010. évi népszámláláskor).
A ma már csak kevéssé jelentős település huszonhét éven át a Gulag táborrendszer része, évekig egyik kiemelt jelentőségű létesítménye volt.

## Fekvése
Komiföld északkeleti részén, az északi sarkkörnél, az Usza (a Pecsora mellékfolyója) partján fekszik, a Lemva torkolata közelében. Vasútállomás a Komiföldet délnyugat–északkeleti irányban átszelő Kotlasz–Vorkuta vasúti fővonal Inta és Vorkuta közötti szakaszán.

## Története
1923-ban a térképen még csak egy kunyhó felirata jelezte a létezését. 1932-ben az UhtPecsLag (Uhta–Pecsora láger) egyik munkatáborát itt alakították ki. 1936-ig elsősorban a Vorkuta környéki szénbányászat működését szolgálta, az érkező elítéltek elosztóhelyként is működött. Itt dolgozott a felépítendő vasútvonal északi részét tervező mérnökök egy csoportja is.
1937 őszén központi határozat született a vasútvonal megépítéséről. Ezt követően, 1938-tól kezdve Abezben működött többek között az északi vasútépítő lágerek (SzevZseldorLag) számos részlege és a vasútépítő lágerek északi igazgatósága. 1949-től 1956-ig a Gulagon raboskodó öregek, rokkantak „egészségügyi” táborának szerepét töltötte be. 1957–1959 között a PecsorLag irányítása alá tartozott.
Az 1990-es években a településen részben fennmaradt temetőt rendbehozták és 1999-ben emlékhellyé nyilvánították.